# 你先傷我的
〈你先傷我的〉（風格化為全小寫）是加拿大創作歌手泰特·麥可蕾於2020年4月17日發行的單曲。

## 資料來源
1. ↑  . 台灣索尼音樂 Sony Music Taiwan YouTube 頻道. 2020-09-15  [2021-02-05]. （原始内容存档于2021-02-05） （中文）.
2. ↑  . Dancing Astronaut. 2020-10-09  [2020-10-22]. （原始内容存档于2020-10-31）.